# Merja Lahtinen
Merja Päivikki Lahtinen (Laihia, 30 giugno 1968) è un'ex fondista finlandese.
È moglie di Mika Kuusisto, a sua volta fondista di alto livello.

## Biografia
In Coppa del Mondo ottenne il primo risultato di rilievo il 4 gennaio 1992 a Kavgolovo (24ª) e l'unico podio il 15 gennaio 1995 a Nové Město na Moravě (3ª).
In carriera prese parte a un'edizione dei Giochi olimpici invernali, Lillehammer 1994 (16ª nella 15 km, 15ª nella 30 km, 4ª nella staffetta), e a due dei Campionati mondiali (6ª nella staffetta a Thunder Bay 1995 il miglior risultato).

## Palmarès

### Coppa del Mondo
- Miglior piazzamento in classifica generale: 23ª nel 1995
- 1 podio (a squadre[2]):
  - 1 terzo posto